# Android Lust
 (décembre 2009).
Si vous disposez d'ouvrages ou d'articles de référence ou si vous connaissez des sites web de qualité traitant du thème abordé ici, merci de compléter l'article en donnant les références utiles à sa vérifiabilité et en les liant à la section « Notes et références ».
Android Lust est un projet solo américain fondé dans le New-Jersey en 1995 par Shikhee d'Iordna, d'origine Bangalaise. 
Après plusieurs années dans des groupes amateurs, Shikhee lança son projet solo en 1995. Plusieurs compilations furent publiées entre 1995 et 1998 (dont "Foreign Body", contenant les demos de "Stained" et de "Down") avant d'attirer l'attention de plusieurs labels dont Tinman Records, qui sort le premier album d'Android Lust "Resolution" et son album de remixes "Evolution" respectivement en 1998 et 1999. 
Le trait principal d'Android Lust est un changement de style musical assez flagrant d'un album à un autre, Shikhee recherchant sans cesse à explorer de nouveaux milieux et à innover en matière de composition musicale. Cependant, ses albums gardent d'importantes sonorités rock / industriel.

## Composition
- En Studio
- Shikhee d'Iordna : Musique électronique, synthétiseurs, basse, guitare, paroles et chant
- Christopher Jon : Synthétiseurs et voix (apparitions ponctuelles)

- Musiciens en Live
- Christopher Jon : Synthétiseurs, contrôleurs, voix
- Bret Calder : Basse
- James Light : Guitare
- Steve Kefalas : Percussions

## Discographie
- Foreign Body (Demo, 1996)
- Resolution (1998)
- Evolution (1999)
- The Want (2001)
- The Dividing (2003)
- Stripped & Stitched (2004)
- Dragonfly (2005)
- Devour, Rise and Take Flight (2006)
- Resolution Box Set (2009, comprenant : Resolution, Evolution et Rarities-Demos-and-B-Sides)
- The Human Animal (2010)
- Crater Vol.1 (2012)
- "Carter Vol.2 Berlin" (2016)

L'album "The Dividing" fut initialement publié en 2002 par le label DARKVISIONMEDIA, appartenant à Christopher Jon (leader de I, Parasite). Les albums furent écoulés en deux mois, attirant l'attention du label Projekt Records qui le re-publia l'année suivante.
L'EP "The Want" n'est actuellement plus disponible en format CD, mais peut-être acheté en version numérique sur la page bandcamp d'Android Lust.
En octobre 2009, plusieurs années après que "Resolution" et "Evolution" se sont totalement écoulés, Shikhee sort un coffret, le "Resolution Box Set, comprenant les deux albums repressés, un album de remixes et de demos exclusifs, un T-Shirt, un pin's, un poster, deux stickers, un livret de paroles, et un carton d'explications concernant les débuts d'Android Lust.
Son album "The Human Animal" est également disponible en "Deluxe Package" sur l'Android Lust Store. Il contient l'album, un poster et un T-Shirt.
Son dernier album "Crater vol.1" (2013) a entièrement été financé par les fans d'Android Lust, via le site Internet de financements collaboratifs kickstarter.com. Un but de 4 000 $ a été fixé à l'origine, et c'est finalement près de 14 000 $ qui ont été donnés (14 035 $ pour être exact).
Toujours grâce à kickstarter.com Android Lust. Vas sortir vers juin 2016 un deuxième volume de Carter nommé "Carter Vol2 Berlin". Le projet est d'aller à Berlin pour capturer des sons de la ville, des ambiances ...

## Influence
Dans la Saison 1 d'NCIS : Enquêtes spéciales, Abby mentionne le nom d'Android Lust dans l'épisode Piège en sous-sol lors d'une conversation avec le médecin légiste de la série. On peut souvent entendre des chansons d'Android Lust ("Stained", "The Want"...) dans le laboratoire d'Abby que l'on voit même porter un T-shirt du groupe dans un épisode.

## Produits dérivés
T-Shirts, posters, dog tag, sac besace...